# Anisacate
Anisacate is een geslacht van spinnen uit de  familie van de Macrobunidae. 

## Soorten
- Anisacate fragile Mello-Leitão, 1941
- Anisacate fuegianum (Simon, 1884)
- Anisacate tigrinum (Mello-Leitão, 1941)